# Clanculus laurae
Clanculus laurae is een slakkensoort uit de familie van de Trochidae. De wetenschappelijke naam van de soort is voor het eerst geldig gepubliceerd in 2008 door Cecalupo, Buzzurro & Mariani.